# Брезовдол
Брезовдол е село в Западна България. То се намира в Община Своге, Софийска област.

## География
Село Брезовдол се намира в планински район. Разположено е в Западна Стара планина, в дела Голяма планина. Намира се в община Своге на 85 километра на изток от София по пътя за Мездра през Искърския пролом и на 50 километра от Враца, на 10 километра от с. Лесковдол и на 7 километра от манастира „Седем престола“ (Осеновлашки манастир). На територията на с. Брезовдол се намира и един от първенците сред върховете в община Своге – връх Чукава висок 1588 м., чиято територия попада в пределите на ДЛС Витиня.

## История
Партийната група на БРП (комунисти) в Брезовдол заедно с комунистите от село Осеновлаг се организират в навечерието на Септемврийското въстание от 1923 г. Организирана е група от 20 души с пушки и патрони е чакала в местността „Манечка полена“ парола за започване на въстанието, но както се знае то в Свогенския край не започва, по указание на централното ръководство.

## Религии
Населението на селото е изцяло православни християни, като обслужващ духовен център в региона е манастира „Седем престола“.

## Културни и природни забележителности
В близост се намира манастира „Седем престола“, разположен в един от най-красивите кътове на Стара планина под китния връх Издремец. Той е бил духовен и религиозен център за всички села в околността. В него Иван Вазов създава едноименната си творба „Клепалото бие“.
Също така от селото пеш, а може и чрез транспорт (мотор, джип) може да се стигне до хижа Лескова, намираща се в землището на с. Осеновлаг. Тя се стопанисва от влиятелна фирма и предлага добра база.

## Редовни събития
В миналото редовно се е провеждал събор на Димитровден, по-късно провеждан през пролетта на 24 май.